# Фраєрман Теофіл Борисович
Теофіл Борисович Фраєрман (нар. 16 березня 1883, Бердичів — пом. 7 січня 1957, Одеса) — український художник-імпресіоніст.

## Біографія
Народився 16 березня 1883 року у місті Бердичеві (нині Житомирська область, Україна) у заможній єврейській сім'ї. З часом його родина переїхала до Одеси. Протягом 1897—1902 років навчався в Одеському художньому училищі, зокрема у Киріака Костанді; у 1903 році — в академії мистецтв у Мюнхені і студії Антона Ажбе; в 1905 році — в академії мистецтв в Парижі у майстерні П'єра Боннара та у Габріеля Ферр'є.
З 1920 року викладач (професор з 1935 року) Одеського художнього училища. Серед учнів — Олександр Постель, Костянтин Крилов, Георгій Бєльцов, Євген Кібрик, Сергій Отрощенко, Давид Рубінштейн, Олег Соколов, Абрам Векслер, Борис Герус, Григорій Довженко. 
Був засновником Музею західного і східного мистецтва в Одесі.
На початку 1950-х років залишив викладацьку діяльність і присвятив себе творчості. Помер в Одесі 7 січня 1957 року.

## Творчість
Писав жанрові картини, портрети, пейзажі. Серед робіт:
- «Робітник» (1927);
- «Кравець» (1927);
- «Шлях» (1940);
- «Березки» (1954);
- «Олександр Пушкін» (1955);
- «Бетховен» (1956);
- «Іван Грозний» (1956).